# Drie-eenheidskathedraal (Magadan)
De Kathedraal van de Drie-eenheid (Russisch: Свято-Троицкий собор) is een Russisch-orthodoxe kathedraal in de Russische stad Magadan. De kathedraal is op dit moment de grootste orthodoxe kathedraal van het Verre Oosten. Met een hoogte van 71,2 meter is de kathedraal tevens een van de hoogste kerken in Rusland.

## Geschiedenis van de kathedraal
De kathedraal werd gebouwd op de plaats waar eerder het Huis van de Sovjets zou worden gebouwd. De fundamenten en de eerste twee verdiepingen van dit onvoltooide gebouw werden gebruikt ten behoeve van de bouw van de kathedraal. In 2001 werd begonnen met de bouw, meerdere aannemers werkten er, vanwege de grootte van het gebouw, aan mee. Meesters uit de iconenstad Palech zorgden voor de beschildering van het altaar, in een latere fase werd ook de rest van de kathedraal van beschildering voorzien.
De kerk werd gebouwd als monument voor de slachtoffers van Stalins repressie. Bij de inwijding van de kerk op 1 september 2011 memoreerde patriarch Kirill uitvoerig aan de geschiedenis van de Goelag. Hij noemde de kathedraal een symbool van de overwinning op het kwaad. In dit kader vertelde de patriarch ook over zijn vader die in deze periode op de vooravond van zijn trouwen werd gearresteerd en ervan werd beschuldigd mee te hebben gezongen in een amateurkoor in een van de kerken van Sint-Petersburg.
De bouw van de kathedraal kostte meer dan 900 miljoen roebel. De financiering hiervan werd mogelijk gemaakt door de regionale overheid en particuliere donateurs.